# Automatischer Warentransport im Krankenhaus
Der automatische Warentransport (AWT) im Krankenhaus ist eine Teil-Disziplin der Krankenhauslogistik. AWT-Systeme sind sehr leistungsfähige Systeme für den automatisierten Transport unterschiedlichster Güter und Materialien innerhalb eines Krankenhauses, die einerseits Tausende von Transporten pro Tag durchführen können, andererseits wegen dieser hohen Transportleistung – und der mit der Installation verbundenen hohen Investitionskosten – aber nicht in allen, sondern eher in mittelgroßen und großen Krankenhäusern (beispielsweise Universitätsklinikum Köln, Düsseldorf, Münster) eingesetzt werden.

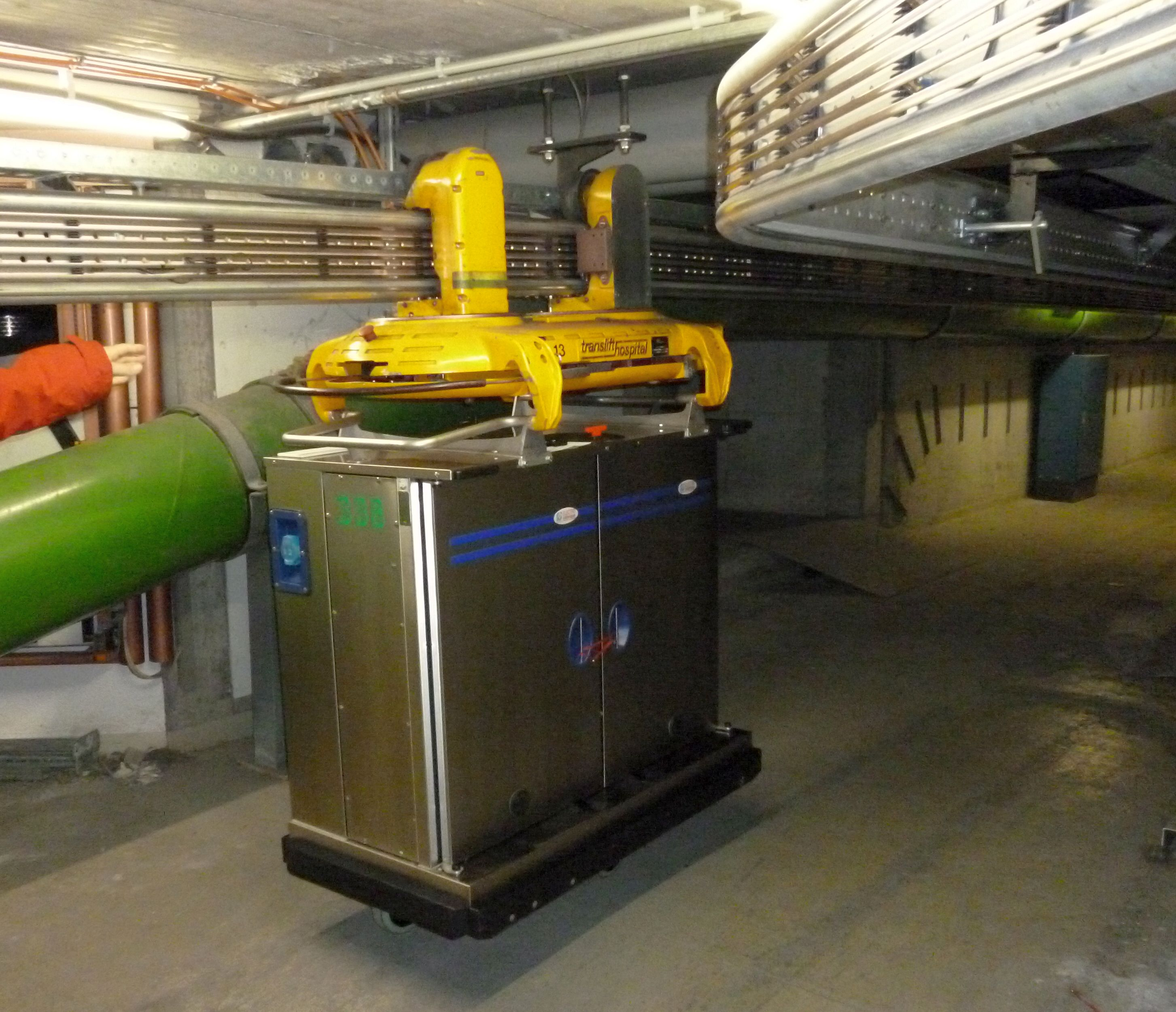
AWT in der Uniklinik Tübingen

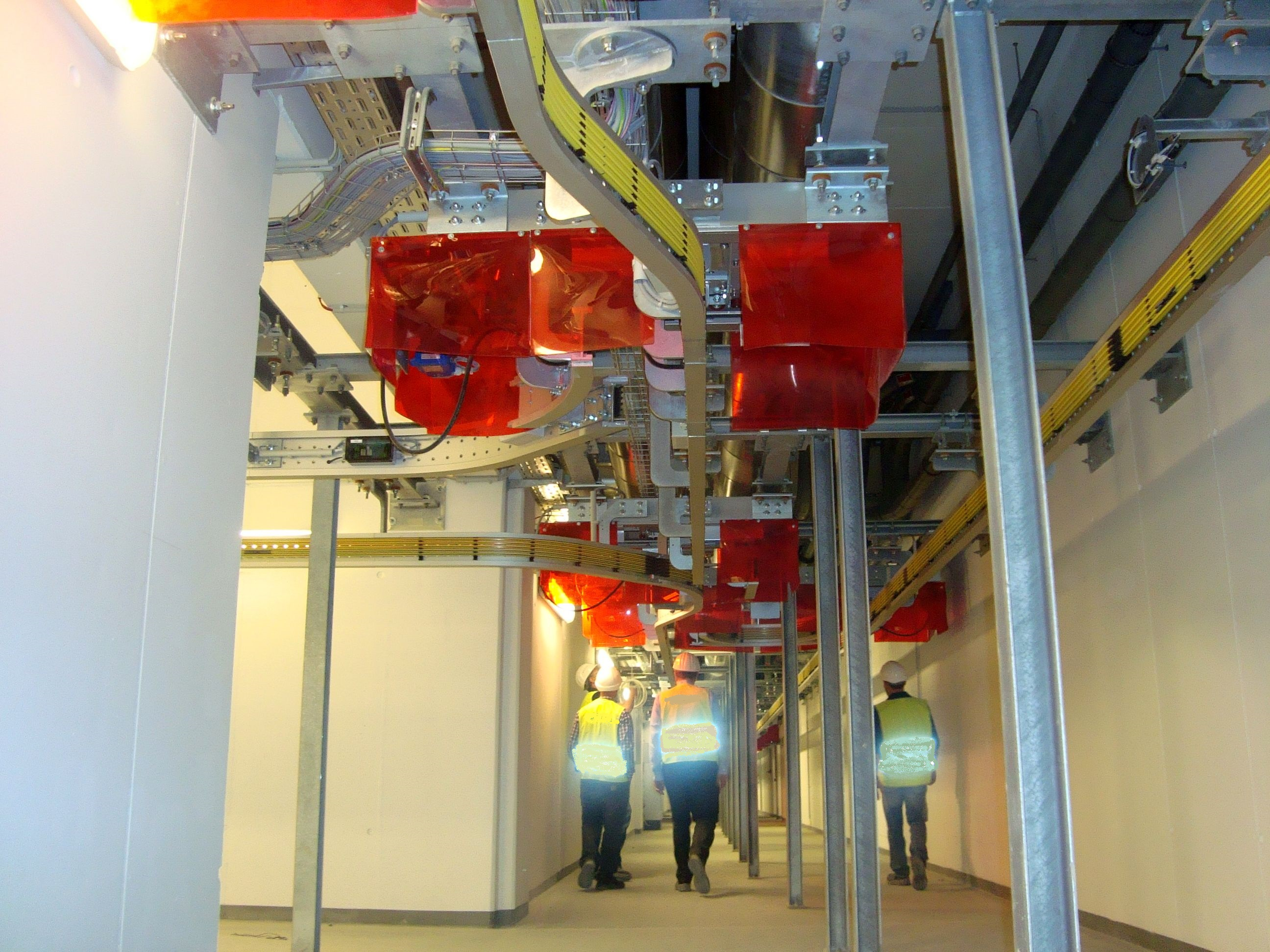
AWT-Weiche in der Uniklinik Ulm

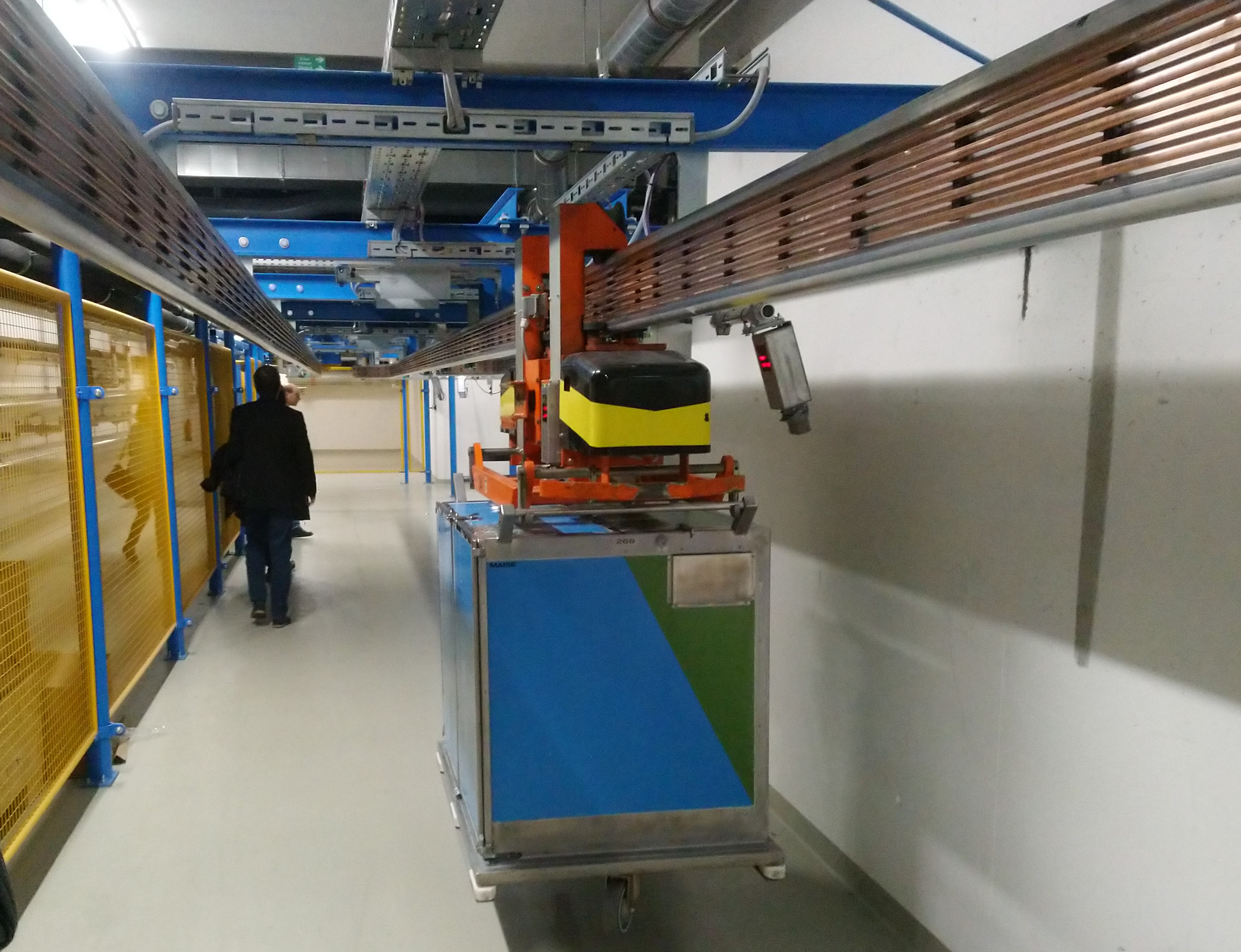
AWT in der Uniklinik Freiburg

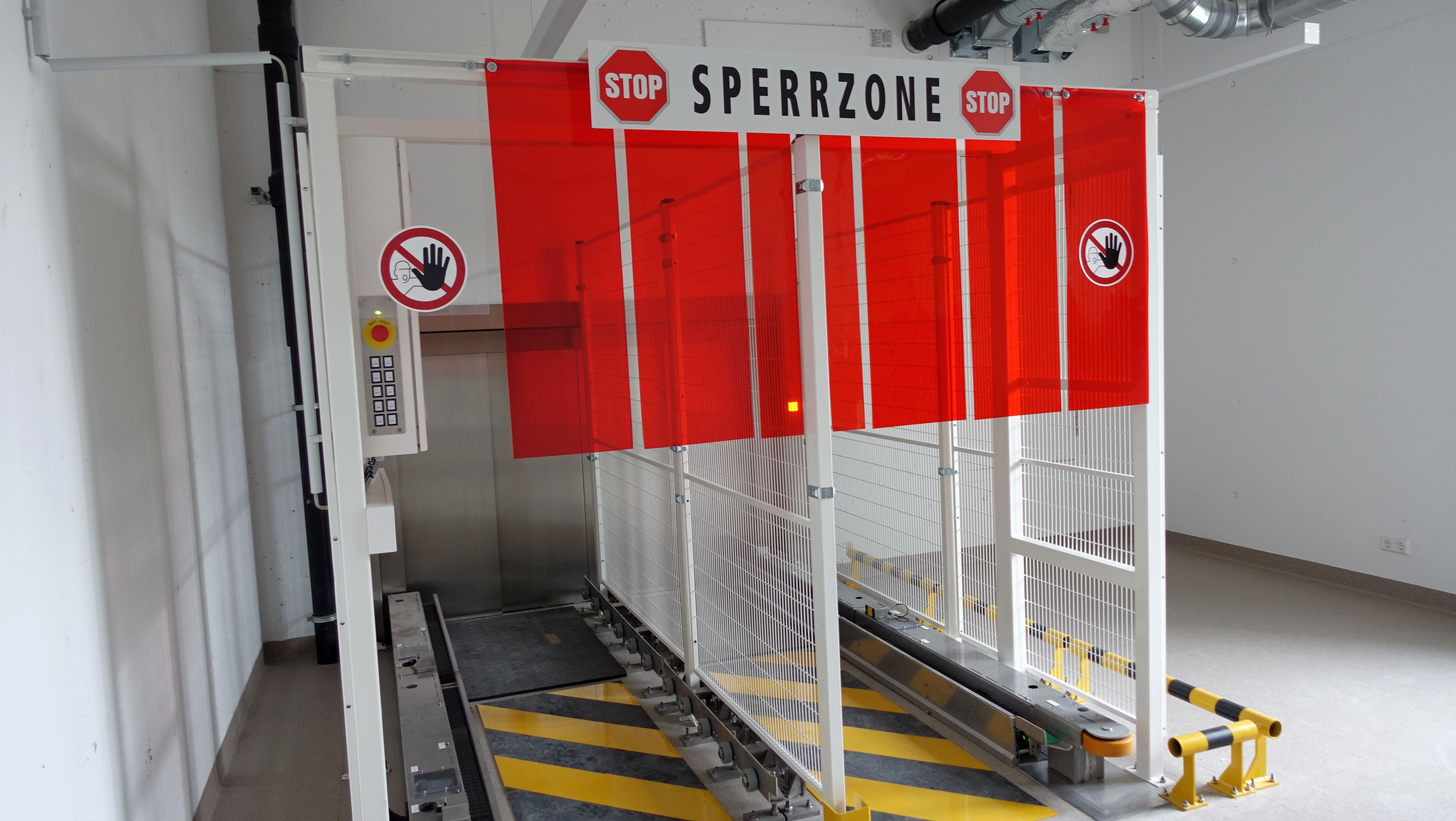
Stockwerksverteiler einer AWT-Anlage

## Logistik im Krankenhaus
In Europa entwickelten sich die heute bekannten Lehrkrankenhäuser im 18. Jahrhundert aus den vorher üblichen Armenhäusern. Das bekannteste Beispiel eines frühen modernen Krankenhauses ist die Charité in Berlin, das im Jahr 1710 als Pest-Krankenhaus gegründet wurde. Kleinere Häuser bieten ab 100 Betten, große bis zu 1.000 und mehr; der Durchschnitt lag 2012 in Deutschland bei 250 Betten pro Krankenhaus. Das bedeutet, dass täglich mehrere Hundert Patienten versorgt werden müssen, woraus sich die verschiedensten Warenströme ergeben:
- Speisenversorgung (morgens, mittags, abends) und Getränkeversorgung
- Wäsche, insbesondere Bettwäsche
- Medikamente und andere Produkte aus der Apotheke
- Proben und Blutkonserven
- Sterilisiertes sowie benutztes OP-Besteck
- Waren aus dem Magazin (Büromaterial und allgemeine Transporte)
- Müllentsorgung der Pflegestationen
- Medizinische Unterlagen, Berichte in Papierform, ein- und ausgehende Post

Die Kernkompetenz eines Krankenhauses ist die Verbesserung des Gesundheitszustandes der Patienten. Die Krankenhaus-Logistik muss in diesem Kontext die Verfügbarkeit sämtlicher dafür benötigter Ressourcen sicherstellen, um eine optimale Versorgung der Patienten zu gewährleisten. Gleichzeitig soll sie durch eine effiziente Prozessgestaltung die Wirtschaftlichkeit im Krankenhaus nachhaltig steigern oder erhalten. Ähnlich wie in der industriellen Logistik können automatisierte oder automatisierbare Warentransporte hierzu einen signifikanten Beitrag leisten.
Der Automatische Warentransport (AWT) in der Krankenhaus-Logistik umfasst eine Vielzahl verschiedener Bauarten: Power & Free-Anlagen, Elektrohängebahnen (EHB), Fahrerlose Transportsysteme (FTS), Containerfördertechnik, Lastenaufzüge und Rohrpostanlagen. Der automatisierte Transport von Personen/Patienten, Organen und Betten ist nicht Gegenstand dieser Betrachtung.
Beim Materialfluss innerhalb eines Krankenhauses sind im Wesentlichen die Bereiche Medizin (zum Beispiel OP, Apotheke, Zentralsterilisation), Pflege (zum Beispiel Bettenstation), Speisenversorgung (hier: zentrale Küche), Magazin/Lager und Technikdienste (zum Beispiel Entsorgung, Containerlager, Containerwaschanlage) zu nennen.

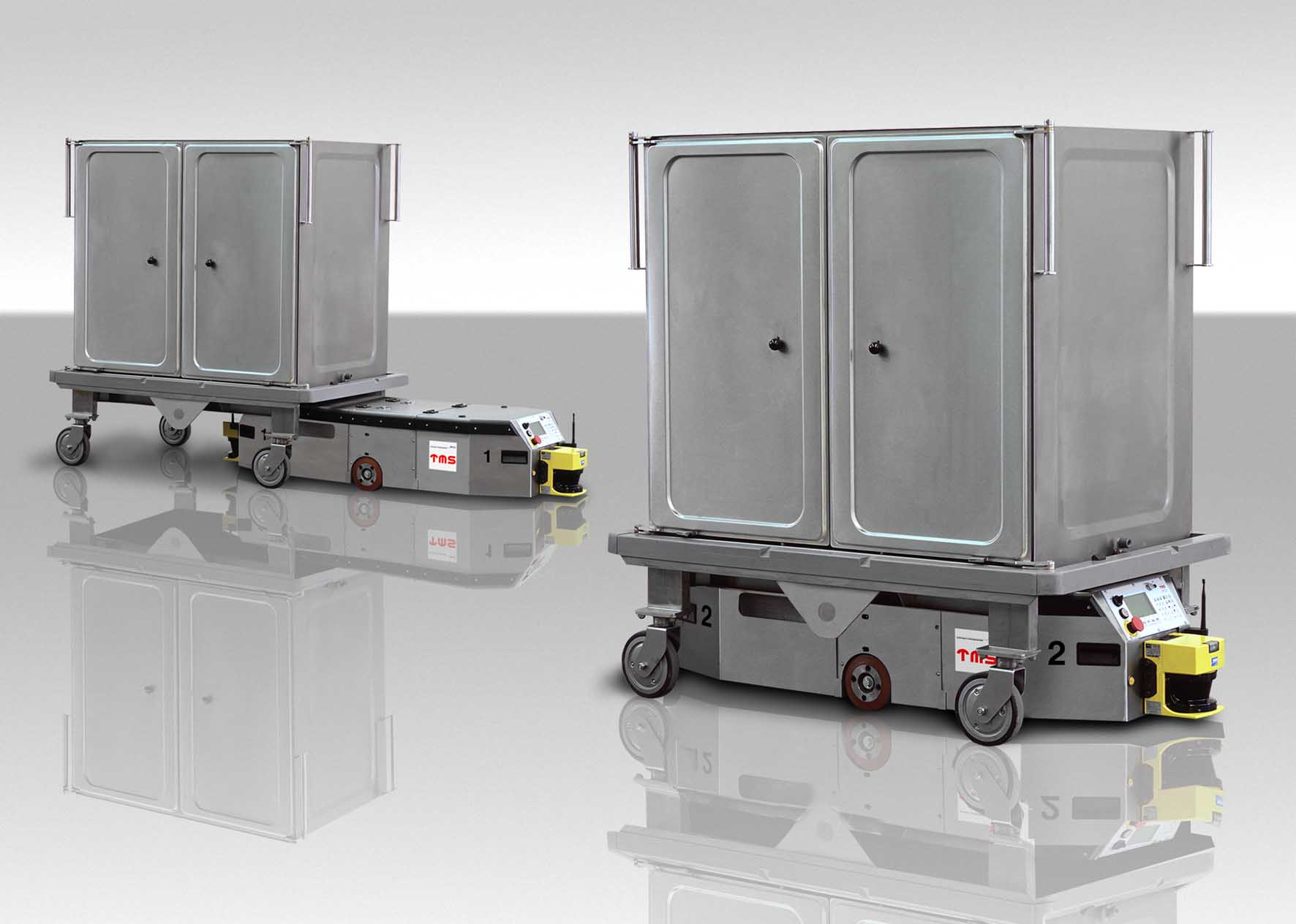
Fahrerloses Transportfahrzeug (FTF) mit Edelstahl-Rollcontainer für Transporte im Krankenhaus

Die Ver- und Entsorgung dieser Bereiche erfolgt überwiegend mittels Rollcontainern aus rostfreiem Stahl in verschiedenen Ausführungsvarianten für Speisen, Wäsche, Sterilgut, Medikamente, Lagerware und Abfälle. Wichtig ist insbesondere bei der Speisenversorgung eine termingerechte Lieferung der Container an die Empfänger (Bettenstationen). Hierzu müssen die Transportabläufe an den festgelegten und strikt einzuhaltenden Zeitplänen ausgerichtet sein und haben damit oberste Priorität. Ebenfalls wichtig ist die Einhaltung von Hygienevorgaben, um die sogenannte Keimverschleppung über Stationsgrenzen hinweg zu verhindern.
Üblicherweise findet man Transportwege von einigen hundert Metern bis zu mehreren Kilometern vor. Hierüber werden in der Größenordnung von einigen hundert bis zu einigen tausend Transporten pro Tag abgewickelt. Diese Transportwege sind aufgrund derzeit geltender Sicherheitsvorschriften von den Bereichen, in denen sich Patienten und Besucher eines Krankenhauses aufhalten, strikt getrennt und befinden sich in der Regel im Keller/Untergeschoss.

## Transportarten
Im Folgenden werden die logistischen Prozesse dargestellt, welche in einem Krankenhaus ausgeführt werden. Den Containern gleichgesetzt werden auch andere Arten von Ladungsträgern wie Rollwagen, Gitterboxen usw., die ebenfalls in der Krankenhauslogistik eingesetzt werden.
Essentransporte
dienen der Anlieferung von Mahlzeiten (Speisen und Getränke) zu den Pflegestationen sowie der Abholung des benutzten Geschirrs und eventueller Essenreste.
Die besonderen Anforderungen an den Essentransport ergeben sich aus den strengen lebensmittelrechtlichen Vorschriften: Ein längeres Warmhalten von Speisen ist aufgrund des Qualitätsverlustes in Bezug auf Aroma, Konsistenz und Nährwert, aber auch wegen der Gefahr von Keimvermehrungen nicht zulässig. Hier greifen organisatorische Maßnahmen, wie die Auslieferung der Mahlzeiten nach strikten Terminplänen.
Bei der Vorbereitung der warmen Mahlzeiten sind folgende zwei Verfahren üblich:
- Bei Cook-and-Serve werden die Speisen in der meist zentralen Küche produziert und in speziellen Behältern in Wärmewagen (-containern) heiß gelagert. Sie müssen dann unverzüglich auf die Stationen ausgeliefert werden.
- Bei der Cook-and-Chill-Methode (englisch für „Kochen und Kühlen“) werden die Speisen nur vorgegart. Anschließend werden sie in einem Schockkühler stark heruntergekühlt. In diesem Zustand können die Speisen mehrere Tage kühl gelagert werden. Nach der patientengerechten Portionierung auf Tabletts werden die Mahlzeiten in vorgekühlte Container eingesetzt, anschließend auf die Stationen transportiert. Hier findet dann ca. 30 Minuten vor dem auf der Station gewünschten Verteilzeitpunkt die schonende Regenerierung der Speisen statt.

Verunreinigtes bzw. benutztes Geschirr wird im Anschluss in den Containern wieder zur Küche zurück befördert. Die Container werden nach Entleerung und manueller oder automatischer Reinigung wieder dem Versorgungskreislauf zur Verfügung gestellt.
Wäschetransporte
dienen der Anlieferung von Reinwäsche sowie der Abholung von Schmutzwäsche in Containern. Rein- und Schmutzwäsche dürfen dabei nicht miteinander in Berührung kommen. Saubere Wäsche muss während des Transports frei von Krankheitserregern und Keimen oder für bestimmte Zwecke steril gehalten werden. Wäschetransportbehälter und Wäschewagen sind daher bei Bedarf zu desinfizieren.
Die Container werden nach Entleerung und eventueller Reinigung/Desinfektion wieder dem Versorgungskreislauf zur Verfügung gestellt.
OP-Transporte
dienen zum Beispiel der Anlieferung von sterilem OP-Besteck und OP-Materialien in Containern sowie der Abholung und dem Transport von nicht sterilen Materialien zurück zur Reinigung und Sterilisation. Bei OP-Transporten spielen Hygiene und Sauberkeit der Container und gegebenenfalls auch der Transportmittel eine wichtige Rolle.
Die Anlieferung von OP-Containern hat meist in einer definierten Reihenfolge zu festgelegten Zeiten gemäß den OP-Plänen zu erfolgen. Der Rücktransport erfolgt meist ebenfalls nach den OP-Plänen.
Die Container werden nach Entleerung und Reinigung/Desinfektion wieder dem Versorgungskreislauf zur Verfügung gestellt.
Abfalltransporte
dienen dem Transport von Abfällen aller Art in Containern zur Abfallentsorgung.
Für den Abfalltransport werden Container verwendet, die nicht für andere Transporte eingesetzt und in der Regel getrennt von allen anderen Containern transportiert und gelagert werden.
Die Container werden nach Entleerung und gegebenenfalls erforderlicher Reinigung wieder dem Versorgungskreislauf zur Verfügung gestellt.
Apothekentransporte

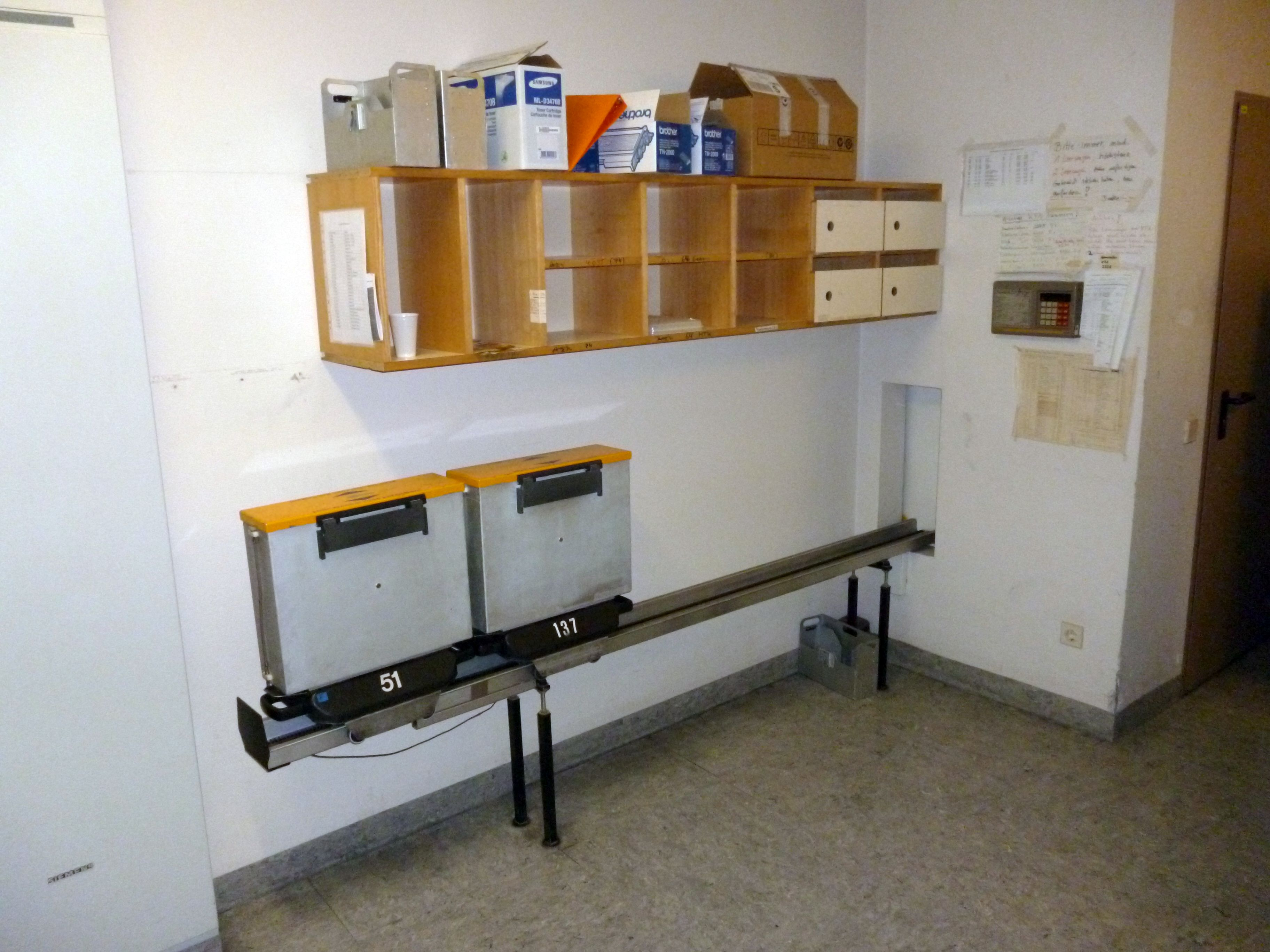
Kleinförderanlage (KFA) Endpunkt auf einer Station

dienen zur Anlieferung von Ware (zum Beispiel Medikamente, Verbandsmaterialien usw.) aus der Apotheke auf die Stationen oder in die OP-Bereiche. Wichtigster Aspekt bei diesen Transporten ist die Sicherung der Ware/Container gegen unberechtigten Zugriff durch nicht befugte Personen. Die Krankenhausapotheke ist ein Bereich, zu dem ausschließlich befugtes Personal Zutritt hat. Der Container muss während der Bereitstellung und des Transports sicher verschlossen sein, um unbefugten Zugriff zu vermeiden.
Die Transporte sind meist schnell auszuführen (Sicherheit/Lagerung/Priorität).
Die Container werden nach dem Rücktransport wieder dem Versorgungskreislauf zur Verfügung gestellt.
Lager- / Magazintransporte
dienen dem Transport von allgemeiner Ware, wie zum Beispiel Verbrauchsmaterialien, in Containern. Hierzu gehören unter anderem Transporte vom Wareneingang in die Lager und Magazine sowie die Auslieferung von kommissionierter Ware an die verschiedenen Verbrauchsstellen (Pflegestationen).
Transporte von/nach Extern
dienen dem Transport von Containern zu einem zentralen Warenausgang für externe Bereiche und vom zentralen Wareneingang in die Krankenhausbereiche. Externe Bereiche können zum Beispiel Wäscherei oder Küche sein.

## Hygiene
Container und Transportmittel kommen in Bereichen mit unterschiedlichen hygienischen Anforderungen zum Einsatz. Da sie selbst infektiöses Material transportieren oder mit infiziertem Material in Berührung kommen, können gefährliche Keime verschleppt werden. Die Übertragung von Krankheitserregern durch Container und Transportmittel muss vermieden werden. Die Transportabläufe sind daher so zu planen, dass entsprechend den gegebenen hygienischen Anforderungen getrennte Transportwege genutzt werden. Dies kann dazu führen, dass eine Station nur unter Umgehung einer anderen Station erreichbar ist (zum Beispiel dürfen Müllcontainer nicht über den OP-Bereich transportiert werden).
Grundsätzlich gelten für automatisierte Transporte dieselben Hygiene-Anforderungen wie für manuell durchgeführte Transporte. Es werden daher zumindest drei unterschiedliche, entsprechend gekennzeichnete Arten von Containern benutzt, und zwar für Speisen und Geschirr, für sonstige Güter und für Abfälle. Die Art des Containers muss für das Personal leicht erkennbar sein. Container und ggf. Transportgestelle müssen jederzeit desinfiziert und gereinigt werden können. Für die Desinfektion kommen sowohl chemische als auch physikalische Verfahren in Betracht, deren Wirksamkeit unter Betriebsbedingungen erwiesen sein muss. In der Regel sind die Transportmittel aus rostfreiem Stahl gefertigt und lassen sich dadurch leicht reinigen und desinfizieren.